# St. Pauli
St. Pauli neboli Sankt Pauli je jedna z čtvrtí německého přístavního města Hamburk. Nachází se na pravém břehu Labe a náleží k městskému obvodu Hamburg-Mitte. Má rozlohu 2,3 km² a žije zde okolo 22 000 obyvatel.
Roku 1246 byl při ústí potoka Pepermölenbek do Labe založen cisterciácký klášter, který se však roku 1293 přestěhoval do Harvestehude. V 17. století byla založena osada Hamburger Berg, která kontrolovala cestu z Hamburku do Altony. Hrabě Ernst zu Holstein-Schaumburg udělil obyvatelům svobodu vyznání, což připomíná název ulice Große Freiheit. Žili zde převážně chudí lidé a zpravidla sem byla „uklizena“ zařízení, která nechtěli hamburští měšťané mít na očích: různé dílny, jatka, zábavní podniky i morový špitál. Roku 1819 byl otevřen kostel zasvěcený svatému Pavlovi, podle něhož bylo roku 1833 pojmenováno celé předměstí. V roce 1894 se St. Pauli stalo oficiálně součástí Hamburku.
Život čtvrti je spojen s nedalekým přístavem. Charakteristická je pro ni etnická pestrost – žila zde i početná čínská komunita, která byla zlikvidována za druhé světové války. Oblast Kiez ležící okolo hlavní třídy Reeperbahn je známá množstvím nočních klubů a bývá spojována s prostitucí, prodejem drog a násilnou kriminalitou. Čtvrť je vyhledávána také nonkonformními a umělecky založenými lidmi, působil zde Hans Albers a v klubu Kaiserkeller svoji kariéru zahájili The Beatles. St. Pauli je známou baštou strany Die Linke.
V St. Pauli sídlí Spolkový úřad pro mořeplavbu a hydrografii a Ústav Bernharda Nochta pro tropickou medicínu. Nachází se zde divadlo St. Pauli Theater a muzeum erotického umění, v letech 2009–2012 fungovala expozice Beatlemania Hamburg. Každoročně v září se koná hudební akce Reeperbahn Festival. Na stadionu Millerntor-Stadion hraje domácí zápasy fotbalový klub FC St. Pauli. Procházejí tudy linky U2 a U3 hamburského metra. Místní pozoruhodností je tunel pod Labem z roku 1911, z něhož však byla většina dopravy odvedena v sedmdesátých letech do nového dálničního tunelu a slouží tak spíše jako turistická atrakce. Na území čtvrti také částečně zasahuje velký park Planten un Blomen. Ačkoli je St. Pauli vyhlášeno nízkými nájmy, nacházejí se zde i luxusní hotely Empire Riverside (na místě bývalého pivovaru) a Radisson Blu Hotel Hamburg, který je s výškou 108 m jednou z dominant města.